# Панмиксия
Панмиксия (или panmixis) означава случайно кръстосване.
В една панмиксийна популация всички индивиди могат да са потенциални партньори. Това предполага, че няма никакви ограничения – нито генетични, нито поведенчески и следователно, всички рекомбинации сса възможни. Уалендовият ефект (Wahlund effect) предполага, че цялата популация панмиксична.
В генетиката, случайно кръстосване предполага съчетаването на индивидите независимо от всякакви физически, генетични или социални предпочитания. С други думи, кръстосването на два организми, не се поддава на влиянието на околната среда или на наследствените или социалните взаимодействия. Следователно всички потенциални партньори имат равни шансове да бъдат избрани. Случайното кръстовсване е фактор, взет предвид и в принципът на Харди – Вайнберг и се различава от липсата на естествен отбор: при селекцията на жизнеспособността селекцията възниква преди кръстосването.

## Описание
Казано по-просто, това е способността на индивиди в популацията да се движат свободно в рамките на техните местообитания от стотици до хиляди километри, и затова те могат да се размножават с други членове на популацията, което определя панмиксията (или panmicticism).

## Панимимични видове
Имаше информация, панмично население на морски зелени водорасли от род Monostroma latissimum в югозападнатите части на японските острови показват симпатрическо видообразование. Въпреки че панмичната, молекулярна филогенетика, използването на ядрена интрони показа колебания диверсификация на населението.(да се подобри превода) Друг забележителен пример за панмиксия при видове включва пчелите от род Amegilla dawsoni, които поради неравномерно разпределение на ресурсите в суровите условия на пустинята. могат да бъдат принуждавани да се комбинират в общите места.